# 무라노 유리
무라노 유리(이탈리아어: Vetro di Murano)는 이탈리아 베네치아 무라노 섬에서 만드는 유리 공예 제품의 지역 브랜드이다.

## 역사
원료와 연료를 자국에서 생산할 수 없는 베네치아 공화국은 베네치아 유리 기술이 원재료의 풍부한 나라에 누설되어 복제품이 만들어지는 것을 두려워했기 때문에 강력한 보호 정책을 취했다. 1291년에는 모든 유리 공예사들을 무라노 섬에 강제 이주를 결정하였다. 유리 장인과 그 가족 · 판매자는 섬에 살게했으며 섬 밖으로 도망치는 자는 처벌을 하였다. 이에 따라 좁은 섬에서 공예가 발전되어 유리 테이블과 샹들리에, 거울 등 다양한 유리 공예품이 만들어졌다.